# Rachelle Booth
Rachelle Booth (31 de agosto de 1995) es una deportista británica que compite en taekwondo. Ganó una medalla de bronce en el Campeonato Mundial de Taekwondo de 2015, en la categoría de –62 kg.

## Palmarés internacional
| Campeonato Mundial | Campeonato Mundial  | Campeonato Mundial | Campeonato Mundial |
| Año                | Lugar               | Medalla            | Categoría          |
| ------------------ | ------------------- | ------------------ | ------------------ |
| 2015               | Cheliábinsk (Rusia) | Medalla de bronce  | –62 kg             |